# Чуднів-Волинський
Чуднів-Волинський (до 1894 року — Вільшанка) — проміжна залізнична станція Козятинської дирекції Південно-Західної залізниці на електрифікованій лінії Козятин I — Шепетівка. Розташована в селі Вільшанка Житомирського району Житомирської області.

## Історія
Станція відкрита у серпні 1873 року, одночасно із відкриттям руху  всією лінією Бердичів — Ковель. Первинна назва станції — Вільшанка, яка походила від однойменної назви села, в якому станція розташована. Сучасна назва — з 1894 року.
На станції збереглись побудовані під час Другої світової війни дві водонапірні вежі, заввишки 30 метрів. За переказами старожилів військовополонених, що їх будували німецькі фашисти потім розстріляли.[джерело?]

## Пасажирське сполучення
На станції Чуднів-Волинський зупиняються пасажирські поїзди далекого та приміського сполучення.
- Поїзди далекого сполучення, якими є можливість дістатися без пересадок до Києва, Рівного, Луцька, Ковеля, Львова, Білої Церкви, Дніпра, Запоріжжя тощо:
  - № 78/77 Ковель — Одеса;
  - № 86/85 Ковель — Запоріжжя.

Решта поїздів далекого сполучення прямують цією станцією без зупинок.
- Приміські електропоїзди сполученням Шепетівка — Козятин I (на станції Козятин Козятин I існує узгоджена пересадка на приміські електропоїзди до Вінницькому або Київському напрямках;
- раніше курсували прискорені регіональні електропоїзди сполученням Київ — Шепетівка — Рівне, на які здійснювався попередній продаж проїзних документів.